# Maleficent: Mächte der Finsternis
Maleficent: Mächte der Finsternis (Originaltitel: Maleficent: Mistress of Evil) ist ein US-amerikanischer Fantasyfilm von Walt Disney Pictures, der im Oktober 2019 veröffentlicht wurde. Der Film bedient sich, wie sein Vorgänger Maleficent – Die dunkle Fee (2014), der Figuren aus dem Märchen Dornröschen.

## Handlung
In den fünf Jahren seit dem Tod von König Stefan regierte Aurora als Königin der Moore und Maleficent als Wächterin und Beschützerin. Trotz ihres Dienstes hält das benachbarte Königreich Ulstead, Heimat von Prinz Phillip, Maleficent für einen Bösewicht, und während Philipps Vater, König John, Frieden wünscht, hat sich seine Mutter, Königin Ingrith, heimlich auf den Krieg vorbereitet. In den verborgenen Bereichen der Burg stellen Arbeiter Waffen und Munition aus Eisen her, die für alle Feen tödlich sind. Diaval, Maleficents Rabe und Vertrauter, hört, wie Phillip Aurora einen Heiratsantrag macht. Als er dies an Maleficent weitergeleitet hat, rät sie von der Heirat ab, aber Aurora besteht darauf, dass sich ihre Vorbehalte als falsch erweisen werden.
Philipps Eltern veranstalten ein intimes Abendessen, zu dem sie Aurora, Maleficent und Diaval eingeladen haben. Maleficent behält ihre Gelassenheit bei, während Ingrith sie den ganzen Abend über verspottet, indem sie die ungenaue Geschichte wiederholt, die die Menschen glauben gemacht hat, sie sei böse: Die Geschichte von Maleficents schlafendem Fluch auf Aurora ist nur die halbe Wahrheit, weil niemand jemals die ganze Wahrheit über ihre Liebe zu Aurora und die Bereitschaft, sich selbst zu opfern, um den Fluch aufzuheben, erfahren hat. Ingrith spielt auf Stefans Tod als Mord an und behauptet offen, Maleficent habe zwei menschliche Wilderer getötet, die zuletzt in der Nähe der Moore gesehen wurden. Maleficent antwortet mit der gleichen Kälte, dass Menschen Feen entführt haben, und deutet an, dass sie glaubt, dass der Befehl dazu vom König oder der Königin kommt.
Als Ingrith Maleficents mütterliche Bindung zu Aurora abtut und behauptet, dass die Ehe Ingrith zu ihrer wirklichen Mutter machen wird, reagiert Maleficent, indem sie wütend einen Ausbruch magischer Energie freisetzt. John fällt plötzlich bewusstlos zu Boden und Ingrith schreit, dass Maleficent ihn verflucht habe. Maleficent bestreitet, ihn verflucht zu haben, aber Aurora glaubt ihr nicht. Phillip fordert seine Mutter auf, John mit einem Kuss zu wecken. Ingrith lehnt ab und ihr schwacher Versuch scheitert, weil sie ihren Ehemann nicht liebt.
Als Maleficent aus der Burg flieht, schießt Ingriths rechte Hand, Gerda, mit einer eisernen Kugel auf Maleficent. Verwundet fällt Maleficent in den Ozean, nur um von einer mysteriösen geflügelten Kreatur gerettet zu werden. Sie erwacht in einer Höhle, in der sich Feen wie sie versteckt haben. Unter ihnen sind Conall, ihr friedlicher Anführer, der Maleficent gerettet hat, und Borra, eine kriegerische Fee, die offene Konflikte mit Menschen bevorzugt und die Wilderer in der Nähe der Moore getötet hat. Maleficent gehört zu den letzten Kreaturen, die als Dunkle Phönix Feen bekannt sind, mächtige Feen, die gezwungen sind, sich zu verstecken und durch menschliche Unterdrückung fast ausgestorben sind. Sie selbst ist auch der letzte Nachkomme des Phönix, eines alten und mächtigen Vorfahren der Dunklen Feen. Weil Maleficents Magie so mächtig ist, glauben Conall und Borra, dass sie dazu beitragen wird, den Konflikt mit Menschen entweder durch Frieden oder durch Krieg zu beenden.
Währenddessen werden die magischen Bewohner der Moore zur königlichen Hochzeit eingeladen, aber Aurora ist zusehends ernüchtert von ihrem Leben als Ulstead-Adlige. Später opfert sich Conall, um Maleficent während eines menschlichen Angriffs auf die Dunklen Feen erneut zu retten, und veranlasst Borra, den Menschen den Krieg zu erklären. Aurora entdeckt, dass Ingrith John mit Maleficents alter verfluchter Spindel verflucht hat, da sie alle Moorwesen hasst. Als Ingrith erfährt, dass Aurora die Wahrheit kennt, offenbart sie, dass sie den Wohlstand der Moore in einer Zeit, in der ihr Königreich gelitten hat, bitter missgönnt und sie auch für den Tod ihres Bruders verantwortlich macht. Sie plant, alle Feen und Waldwesen mit den Eisenwaffen sowie einem tödlichen purpurroten Pulver auszurotten, das von Lickspittle, einem entflügelten Elf, entwickelt wurde. Als die Moorbewohner ankommen, werden sie in der Schlosskapelle eingeschlossen.
Auf Ingriths Befehl setzt Gerda das tödliche purpurrote Pulver frei, indem sie auf der Orgel der Kapelle spielt. Die Fee Flittle opfert sich selbstlos, um alle zu retten, indem sie die Orgel verstopft und die Orgel unspielbar macht, während ihre Freunde Knotgrass und Thistlewit Gerda in den Tod stürzen lassen. Die Dunklen Feen starten einen Angriff auf Ulstead, aber die Palastsoldaten beginnen, sie zu massakrieren, bis Maleficent, die ihre Phönixkraft kanalisiert, sich der Schlacht anschließt. Sie tötet Ingrith fast, aber Aurora appelliert an Maleficents Menschlichkeit, sie zu schonen, und erklärt, dass Maleficent ihre einzige Mutter ist. Da Maleficent abgelenkt ist, feuert Ingrith ihre Armbrust ab. Maleficent rettet Aurora, wird aber vom Pfeil getroffen und löst sich in Asche auf. Am Boden zerstört trauert Aurora um Maleficent, aber nachdem Auroras Tränen in die Asche gefallen sind, wird Maleficent als Phönix wiedergeboren.
Entsetzt und wütend wirft Ingrith Aurora vom Turm, um sie zu töten, und fordert Maleficent auf, Aurora erneut zu retten, was diese auch schafft. Phillip schließt währenddessen Frieden zwischen den Feen und den Menschen und die Ulstead-Soldaten treten zurück. Maleficent kehrt zu ihrer Feenform zurück und gibt Aurora und Phillip schließlich ihren Segen, als sie merkt, dass sie zusammengehören. Lickspittle beschließt, Ingriths Anweisungen nicht mehr zu folgen und gibt Maleficent die Spindel, mit der John und zuvor Aurora verflucht wurden. Maleficent zerstört die Spindel und ihren Fluch und weckt John aus seinem Schlaf. Auf ihrer Flucht wird Ingrith von Borra und den anderen Dunklen Feen gestoppt und gefangen genommen. Als Strafe für ihre Verbrechen wird sie von Maleficent in eine Ziege verwandelt, bis sie den Frieden zwischen den beiden Völkern akzeptieren kann.
Nachdem Aurora und Philip geheiratet haben, kehrt Maleficent mit den anderen Dunklen Feen in die Moore zurück und bringt den jungen Feen das Fliegen bei. Sie verspricht zurückzukehren, wenn es eine „Taufe“ für Auroras und Philipps zukünftiges Kind gibt.

## Produktion

### Besetzung
Neben Angelina Jolie und Elle Fanning spielen auch Sam Riley, Imelda Staunton, Juno Temple und Lesley Manville aus dem Vorgängerfilm mit.
Im April 2018 wurde Ed Skrein mit der Rolle des Borra betraut. Gegenüber dem Vorgänger ist Michelle Pfeiffer für die Rolle der Königin Ingrith ausgesucht worden.
Im Mai 2018 wurde angekündigt, dass Harris Dickinson die Rolle des Prinzen Phillip, welche im Vorgänger von Brenton Thwaites gespielt wurde, übernimmt. Neu hinzukommen werden außerdem Jenn Murray, David Gyasi, Chiwetel Ejiofor und Robert Lindsay.

### Dreharbeiten
Die Dreharbeiten zu dem Film begannen Ende Mai 2018 bei den Pinewood Studios in England und schlossen im August desselben Jahres ab.

### Postproduktion
Für die Visual Effects war die Moving Picture Company mit Gary Brozenich in leitender Funktion zuständig.

## Synchronisation
Die deutsche Synchronisation entstand im Auftrag von Film- & Fernseh-Synchron.
| Rolle             | Darsteller        | Synchronsprecher         |
| ----------------- | ----------------- | ------------------------ |
| Maleficent        | Angelina Jolie    | Claudia Urbschat-Mingues |
| Prinzessin Aurora | Elle Fanning      | Jodie Blank              |
| Königin Ingrith   | Michelle Pfeiffer | Andrea Aust              |
| Diaval            | Sam Riley         | Timmo Niesner            |
| Borra             | Ed Skrein         | Manuel Straube           |
| Prinz Phillip     | Harris Dickinson  | Henning Nöhren           |
| Lickspittle       | Warwick Davis     | Kai Taschner             |
| Percival          | David Gyasi       | Leonard Hohm             |
| Erzählerin        | Charlotte Chatton | Dagmar Dempe             |

## Einspielergebnis
Die weltweiten Einnahmen aus Kinovorführungen belaufen sich auf 491,6 Millionen US-Dollar, von denen der Film allein 113,8 Millionen im nordamerikanischen Raum einspielen konnte. In Deutschland verzeichnete der Film 1.061.011 Kinobesucher, durch die er 10,18 Millionen Euro erwirtschaften konnte.

## Auszeichnungen
Art Directors Guild Awards 2020
- Nominierung in der Kategorie Fantasyfilm[19]

Costume Designers Guild Awards 2020
- Nominierung in der Kategorie Excellence in Sci-Fi / Fantasy Film (Ellen Mirojnick)[20]

Hollywood Music in Media Awards 2019
- Nominierung für die Beste Filmmusik – Science-Fiction- oder Fantasyfilm (Geoff Zanelli)[21]

London Critics’ Circle Film Awards 2020
- Nominierung als Beste britische oder irische Darstellerin (Lesley Manville)[22]

Make-Up Artists and Hair Stylists Guild Awards 2020
- Nominierung für das Beste historische oder Figuren-Haarstyling – Spielfilm (Audrey Futterman-Stern)[23]

Nickelodeon Kids’ Choice Awards 2020
- Nominierung als Beste Schauspielerin (Angelina Jolie)[24]

Oscarverleihung 2020
- Nominierung für das Beste Make-up und die besten Frisuren

Saturn-Award-Verleihung 2021
- Nominierung als Bester Fantasyfilm
- Nominierung für die Beste Ausstattung (Patrick Tatopoulos)
- Nominierung für das Beste Make-up (Arjen Tuiten und David White)